# Serious Sam: The Next Encounter
Serious Sam: The Next Encounter — відеогра в жанрі «шутер від першої особи» розроблена компанією Climax Group і видана Global Star Software. Гра вийшла 12 квітня 2004 року.
Третя гра в серії ігор про Крутого Сема, створена як спін-офф.

## Геймплей
Геймплей «Next Encounter» зазнав деяких змін спеціально для ігрових приставок. Швидкість гри помітно зменшилась, рівень складності теж знизився в кілька разів. Додалися нові типи патронів (Самонавідні патрони для кулемета, розвеселяючий газ для вогнемета, тощо). «Ексклюзивною» (До Serious Sam 2) частиною цих змін є те, що в гру додали техніку.

## Сюжет
Гра починається з ролика в якому нам демонструють діалог Ментала і Міні-Сема (злого двійника Сема). Ментал повідомляє Міні-Сему, що на деякий час піде і щоб він не чіпав «Ключ Часу». Але Міні не слухається його і активує його. Тим часом на Землі вчені повідомляють Сему, що хтось порушив просторово-часовий потік. Також вони отримали дивний сигнал від Сіріанського корабля в минулому. Сем вирішує відправитися в минуле, щоб вчені зайнялися дослідженням. Його першою зупинкою буде Стародавній Рим. По ходу Сем також відвідає Феодальний Китай і Атлантиду, подолає десятки пасток, переможе стражників ключа: Діаблотавра і Імператорську Гідру і наприкінці гри Стоун вб'є Темного Сіріанска Лорда, на борту інопланетного корабля. Душу воїна, яка виявилася в залізній оболонці робота.

## Зброя
- Пістолет «Desert Eagle» — з ним Сем почав свій путь. Відмінності від Шофілд — дванадцятеро патронів в обоймі замість шести і більш довга перезарядка. Патронів не вимагає.

- Бензопилка — та сама бензопилка з Serious Sam: The Second Encounter. Розпиляє що завгодно. Завдає великої шкоди. І оскільки ножа в «Next Encounter» немає — це єдина зброя для ближнього бою.

- Двостволка- та сама двостволка з перших двох частей. Звичайної рушниці в грі немає, і це робить єдиною рушницею в грі. Додали скорострільність.

- Пара Узі — скорострільна та точна зброя. Ефективні для зачистки тісних кімнат. Типи патронів:
  - Класичні патрони.
  - Рикошетні патрони — тип патронів для узі, які можуть «відскакувати» від стін.

- Мініган — той самий кулемет з двох перших частей. Вимагає ті ж патрони, що і узі. Продовжили час розкрутки. Типи патронів:
  - Класичні патрони.
  - Самонавідні патрони — тип патронів для мінігану, які після вистрілу слідують за ворогом.

- Ракетомёт — та сама ракетниця. Типи патронів:
  - Класичні ракети.
  - Теплові ракети — тип ракет для ракетниці, які після запуску самі корректують свою траєкторію на ворогів.
  - Звукові ракети — тип ракет для ракетниці, у яких збільшений урон від вибуху. Ще після вибуху розтягувалася хвиля, яка могла завдати шкоди всім, хто потрапить в радіус її дії.

- Гранатомет — той самий гранатомет. Гранати дуже смертельні та рекошетять. Типи патронів:
  - Магнітні гранати — гранати-«ліпучки», які ліпляться.
  - Гранати-пауки — «секретні» гранати. Після випуску «пауки» находять ціль та ідуть на неї. Вибухає коли торкнеться ворога. Секретні тому, що можна найти тільки в «секретах»

- Вогнемет — звичайний вогнемет. Типи патронів:
  - Напалм.
  - Азот — заморожує ворогів, але не вбиває, але після замороження ворога можна розбити.
  - Розвеселяючий газ — «смішить» ворогів, через сміх гублять очки здоров'я.

- Снайперська гвинтівка — та сама снайперська гвинтівка, яка стала трохи могутніше, але почала довше перезаряджатися. Дуже ефективна навіть проти босів.

- Гармата — та сама гармата SBC, яка стриляє ядрами.

- Сіріанска енергопушка — нова зброя у грі. Злегка нагадує лазерну гвинтівку за старих частинах. Стриляе безкінечно-довгим лучом. Альтернатива атака — шар з енергії.

- Серьйозна бомба — та сама бомба, яка знищує всіх ворогів, які є в полі зору.